# ロイ・ハロッド

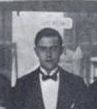
ロイ・ハロッド

ロイ・ハロッド（Roy Forbes Harrod、1900年2月13日 - 1978年3月8日）は、イギリスの経済学者。ジョン・メイナード・ケインズの弟子であり、ポスト・ケインジアンの一人。オックスフォード大学で長く教授を務めた。ケインズ経済学の動学化を行い、エブセイ・ドーマーと別々に発表した経済成長論のモデルは、後に「ハロッド・ドーマーモデル」として一般化された。また、国際経済学・不完全競争理論の分野でも業績がある。

## 略歴
- 1900年 父ヘンリー・ドオズ・ハロッドと母フランソワ・マリー・デジレ・ハロッドの一人息子としてノーフォークに生まれる
- 1914年 ウェストミンスター・スクールに入学
- 1918年 在学中、志願して第1次世界大戦に従軍するも、まもなく休戦
- 1919年 オックスフォード大学ニュー・カレッジに入る
- 1922年 オックスフォード大学卒業（在学中、「ブルームズベリ・グループ」の会員達に影響を受ける）
- 1922年 オックスフォード大学クライスト・チャーチの講師に就任、のちケインズを訪問
- 1924年 オックスフォード大学クライスト・チャーチのスチューデント（フェローに相当）になる
- 1927年 最初の論文「銀行政策に関するロバートソン氏の見解」発表
- 1929年 経済学の講師（1937年まで）
- 1933年 最初の著書『国際経済学』を出版
- 1935年 ケインズの『一般理論』校正に意見を述べる
- 1938年 ナッフィールド・カレッジのフェローとなる
- 1938年 ウィルヘルミナ・クレスウェルと結婚
- 1940年 戦時中、総理大臣官房に勤務（1942年まで）
- 1943年 海軍省統計顧問となる
- 1945年 ケインズの後を受けて、『エコノミックス・ジャーナル』の共同編集者となる（～1961年）
- 1946年 オックスフォード大学の経済学講師に復帰
- 1954年 ふたたび、ナッフィールド・カレッジのフェローとなる
- 1958年 ナッフィールド・カレッジの名誉フェローとなる
- 1959年 「ナイト」の称号を受ける
- 1962年 王立経済学会の会長に就任（～1964年）
- 1967年 オックスフォード大学クライスト・チャーチのスチューデントを退き、名誉スチューデントとなる
- 1978年 死去（78歳）

## 研究・人物
- ハロッドはケインズ経済学の指導的推進者であり、ケインズの伝記作家でもある。『ケインズ伝』（原書1951年）は、生涯よりケインズの著作の内容により多く語っているのが特徴である。
- ハロッドはケインズの所得決定論を動学化したが、後になって類似の理論をE.ドーマーが発表し「ハロッド＝ドーマー・モデル」と呼ばれるようになった。
- また1930年代の不完全競争理論に貢献したり、国際経済論、国際金融論、金融論にも貢献した。
- また経済学以外に『帰納法論理の基礎』（原書1956年）を発表しているが、これはデイヴィッド・ヒュームの「帰納法の問題」を解こうとする重要な業績である。

## 著書の日本語訳
- 『ハロッド國際經濟學』、藤井茂訳、実業之日本社, 1943年。改訂版1958年、全訂新版1976年
- 『動態經濟學序説』、高橋長太郎・鈴木諒一訳、有斐閣、1953年
- 『ポンド・スターリング』、東京銀行調査部訳、実業之日本社、1953年
- 『ケインズ伝』（上・下）、塩野谷九十九訳、東洋経済新報社、1954年。改訳版1967年
- 『景気循環論――試論』、宮崎義一・浅野栄一訳、東洋経済新報社、1955年。新版1972年
  - 『景気循環論』、宮崎義一訳、中央公論新社［中公クラシックス］、2011年
- 『ドル』、東京銀行調査部訳、実業之日本社、1955年
- 『現代のポンド』、東京銀行調査部訳、至誠堂、1959年
- 『安定成長の通貨政策』、村野孝・海老沢道進訳、至誠堂、1960年
- 『景気変動と国際金融―応用動態経済学論集』、塩野谷九十九訳、東洋経済新報社、1963年
- 『国際通貨改革論』、堀江薫雄監訳、日本経済新聞社、1966年
- 『新しい経済政策』、館龍一郎監訳、竹内書店、1969年
- 『貨幣――歴史・理論・政策』、塩野谷九十九訳、東洋経済新報社、1974年
- 『社会科学とは何か』、清水幾太郎訳、岩波書店［岩波新書］、1975年
- 『経済動学』、宮崎義一訳、丸善、1976年